# Anoa Laurent
Pour les articles homonymes, voir Laurent (patronyme).
Pas d'image ? Cliquez ici

a Compétitions nationales et continentales officielles uniquement.

Dernière mise à jour le 7 juillet 2025.
Anoa Laurent, né le 18 octobre 2006, est un joueur français de rugby à XV. Il évolue au poste de demi de mêlée au Biarritz olympique.

## Biographie
Anoa Laurent commence la pratique du rugby à XV au SA Trélissac en 2012 avant de rejoindre le CA Brive en 2020. Il remporte notamment le Championnat de France Crabos avec le CAB en 2024, inscrivant un doublé en finale.
Il rejoint le Biarritz olympique la saison suivante et dispute son premier match avec l'équipe professionnelle contre son ancien club en février 2025. Lors de son deuxième match, il inscrit l'essai de la victoire à Oyonnax Rugby. Il prolonge son contrat au BO jusqu'en 2027 mais s'engage finalement à Montpellier, tout en restant prêté à Biarritz pour la saison 2025/2026.
Il est sélectionné avec l'équipe de France des moins de 20 ans développement en avril 2025.